# Тетово (Болгария)
Тетово (болг. Тетово) — село в Болгарии. Находится в Русенской области, входит в общину Русе. Население составляет 2 182 человека.

## Политическая ситуация
В местном кметстве Тетово, в состав которого входит Тетово, должность кмета (старосты) исполняет Невяна Енчева Атанасова (Болгарская социалистическая партия (БСП)) по результатам выборов правления кметства.
Кмет (мэр) общины Русе — Божидар Иванов Йотов (инициативный комитет) по результатам выборов в правление общины.